# Lista siturilor arheologice din județul Giurgiu - F
Lista siturilor arheologice din județul Giurgiu - F conține toate siturile arheologice din județul Giurgiu înscrise în Repertoriul Arheologic Național (RAN) și aflate în localități al căror nume începe cu litera F. RAN este administrat de Ministerul Culturii și Patrimoniului Național și cuprinde date științifice, cartografice, topografice, imagini și planuri, precum și orice alte informații privitoare la zonele cu potențial arheologic, studiate sau nu, încă existente sau dispărute.
Puteți căuta un sit din localitățile care încep cu litera F folosind formularul de mai jos sau puteți naviga prin toate siturile din județ la Lista siturilor arheologice din județul Giurgiu.
| Cod RAN                                   | Denumire | Localitate                    | Adresă           | Datare                           | Descoperit | Coordonate                                    | Imagine           | Erori            |
| ----------------------------------------- | --- | ----------------------------- | ---------------- | -------------------------------- | ---------- | --------------------------------------------- | ----------------- | ---------------- |
| 102918.01.01 (Cod LMI: GR-I-m-B-14782.04) | Situl arheologic de la Frătești - "Dealul Lagărului" / ansamblu anonim (Categorie: locuire civilă) (Tip: Așezare) | sat Frătești, comuna Frătești | Dealul Lagărului | Boian                            |            | 43°58′00″N 25°55′00″E / 43.96667°N 25.91667°E | Încărcați imagine | Raportați eroare |
| 102918.01.02 (Cod LMI: GR-I-m-B-14782.03) | Situl arheologic de la Frătești - "Dealul Lagărului" / ansamblu anonim (Categorie: locuire civilă) (Tip: Așezare) | sat Frătești, comuna Frătești | Dealul Lagărului | Tei - IV                         |            | 43°58′00″N 25°55′00″E / 43.96667°N 25.91667°E | Încărcați imagine | Raportați eroare |
| 102918.01.03 (Cod LMI: GR-I-m-B-14782.02) | Situl arheologic de la Frătești - "Dealul Lagărului" / ansamblu anonim (Categorie: locuire civilă) (Tip: Așezare) | sat Frătești, comuna Frătești | Dealul Lagărului |                                  |            | 43°58′00″N 25°55′00″E / 43.96667°N 25.91667°E | Încărcați imagine | Raportați eroare |
| 102918.01.04 (Cod LMI: GR-I-m-B-14782.01) | Situl arheologic de la Frătești - "Dealul Lagărului" / ansamblu anonim (Categorie: locuire civilă) (Tip: Așezare) | sat Frătești, comuna Frătești | Dealul Lagărului | geto-dacică sec. III - I a. Chr. |            | 43°58′00″N 25°55′00″E / 43.96667°N 25.91667°E | Încărcați imagine | Raportați eroare |